# The Other Side of Heaven
The Other Side of Heaven is een Amerikaanse speelfilm uit 2001, geregisseerd door Mitch Davis. De film is gebaseerd op de memoire In the Eye of the Storm (midden 1900) van John H. Groberg.